# Liga dos MCs
A Liga dos MCs foi uma das principais competições brasileiras de freestyle rap, criada em 2003 pela Brutal Crew.
A primeira final  foi em 2003 com os mcs Papo Reto (RJ) & SlowDaBF (Esquadrão Zona Norte) RJ. Realizada anualmente, teve destaque a edição de 2004. Em 2004, houve a realização de uma liga por parte da MTV Brasil, que era exibida no programa Yo! MTV Raps, que não possui qualquer associação com esta Liga dos MC's.
A partir 2012 a Liga do MCs, foi ''substituída'' pelo Duelo de MCs. Porém, no ano de 2013 ocorreu uma edição especial para comemorar os 10 anos da Liga.

## Campeões Nacionais (de 2003 até 2013)
| Ano                       | UF             | Campeão                     | Vice-Campeão                        |
| ------------------------- | -------------- | --------------------------- | ----------------------------------- |
| 2003                      | Rio de Janeiro | Big Papo Reto               | Slow Da BF (RJ)                     |
| 2004                      | São Paulo      | Max B.O.                    | Aori (RJ)                           |
| 2004 (Edição Especial RJ) | Rio de Janeiro | Gil Metralha                | Funkero (RJ)                        |
| 2005                      | Rio de Janeiro | Beleza                      | Gunny (BA)                          |
| 2006                      | São Paulo      | Emicida                     | Gil Metralha (RJ)                   |
| 2007                      | Minas Gerais   | Simpson                     | Maomé (RJ)                          |
| 2008                      | Rio de Janeiro | Maomé (Cone Crew Diretoria) | Loco-Motiva (RJ)                    |
| 2009                      | Rio de Janeiro | Coé                         | Douglas Din (MG)[carece de fontes?] |
| 2010                      | Rio de Janeiro | TK                          | Mamuti (SP)                         |
| 2013                      | Rio de Janeiro | Kauan                       | Pereira (RJ)                        |